# Battletoads (personagens)
Os Battletoads, chamados Rash, Zitz e Pimple e coletivamente também conhecidos como 'Toads, são os personagens titulares da série de jogos eletrônicos Battletoads, introduzida no Battletoads original em 1991. Eles são um trio de guerreiros espaciais antropomórficos e mutantes que lutam contra as forças da malvada Dark Queen para salvar o universo. Eles também apareceram em outras mídias e ganharam um grande número de fãs.

## Aparições

### Nos jogosBattletoads
De acordo com a história de fundo dos jogos, os Battletoads eram originalmente humanos técnicos de computador e companheiros de quarto. O trio testou o jogo Battletoads original jogando o jogo como os 'Toads em uma espécie de simulação de realidade virtual. Eles suspeitaram de seu chefe e do programador chefe de jogos Silas Volkmire e decidiram investigar o escritório à noite. Ao encontrar a unidade de videogame ligada, eles testaram para ver se havia sido adulterada. Isto era uma armadilha e eles foram transportados para outro planeta, transformados permanentemente nos Battletoads. Quando a malvada Dark Queen tentou destruir os 'Toads em sua chegada, eles lutaram para chegar à liberdade com a ajuda do Professor T. Bird, que se tornou o amigo e mentor dos 'Toads. Os 'Toads então decidiram nunca descansar até que a Dark Queen fosse derrotada de uma vez por todas.
Cada Battletoad tem a capacidade de lutar contra os inimigos com socos e chutes, além de transformar seus membros em diferentes objetos. Eles também podem usar vários objetos como armas e máquinas piloto.

#### Rash
Rash (Dave Shar) é o "gato legal" dos 'Toads. Ele é extrovertido, exibicionista e adora fazer trocadilhos. Rash é o menor, mas o mais rápido e ágil dos 'Toads. Ele sempre usa seus óculos escuros de marca registrada e joelheiras pretas com pontas. Nas primeiras artes ele foi apresentado usando braçadeiras vermelhas, mas essas braçadeiras nunca foram visíveis em nenhum dos jogos, e em Battletoads/Double Dragon as braçadeiras foram eliminadas completamente, embora tenham sido restauradas em sua aparição em Killer Instinct. Seu perfil no Battletoads Arcade revela sua altura de 1,90m. A pele de Rash mudou de aparência uma vez no início da série. Ele começou com um tom médio de verde, assim como os outros dois 'Toads, e aparece dessa forma na arte da caixa do jogo original para o NES (com manchas escuras na versão de Mega Drive). Em todos os jogos em que ele aparece, sua pele é de um verde brilhante. No reboot de 2020, Rash é retratado como o membro mais importante da equipe, em busca de fama e reconhecimento por seu heroísmo.
Rash apareceu em todos os jogos Battletoads, embora nem sempre como um personagem jogável. Ele era o personagem do jogador um no jogo Battletoads original, mas estava fora de ação no Battletoads para Game Boy devido a ser sequestrado antes do início do jogo. Ele voltou à ação como o personagem do jogador dois em Battletoads in Battlemaniacs e continuou como um personagem jogável em Battletoads/Double Dragon e Battletoads Arcade.

#### Pimple
Pimple (George Pie) é o "músculo" dos 'Toads e prefere lutar em vez de falar. Pimple é o maior e mais forte 'Toad. Ele usa joelheiras pretas com pontas e braçadeiras pretas com pontas. As primeiras artes o retratavam usando uma faixa preta com pontas, mas ele nunca foi visto usando essa faixa em nenhum dos jogos e as artes posteriores eliminaram o cinto. De acordo com seu perfil no arcade Battletoads, ele tem uma altura de 2,23m. A aparência da pele de Pimple mudou algumas vezes ao longo da série. Ele começou com um tom médio de verde, assim como os outros dois 'Toads, e aparece dessa forma na arte da caixa original. No primeiro jogo, sua pele era de um tom mais escuro de verde, combinando com Rash, mas não com Zitz. Sua pele foi posteriormente alterada para um bronzeado claro antes de finalmente ser apresentado com uma cor marrom para sua pele, que agora é considerada sua cor de pele oficial. Ele aparece com sua cor atual em Battletoads/Double Dragon e Battletoads Arcade. No reboot de 2020, Pimple é o mais calmo e tranquilo da equipe, contrastando com sua aparência musculosa, mas é propenso a explosões violentas quando levado longe demais.
Pimple apareceu em todos os jogos Battletoads, mas nem sempre como um personagem jogável. Ele estava fora de ação tanto no jogo Battletoads original quanto no Battletoads para Game Boy, tendo sido sequestrado antes do início de ambos os jogos. Sua primeira aparição como personagem jogável foi em Battletoads in Battlemaniacs, no qual ele era o personagem do jogador. Ele continuou a ser um personagem jogável em Battletoads/Double Dragon e Battletoads Arcade e é imediatamente selecionável em ambos os jogos.

#### Zitz
Zitz (Morgan Ziegler) é o líder dos 'Toads. Ele é um gênio tático e um lutador econômico, preferindo métodos de luta que lhe permitam conservar suas forças. Zitz tem um corpo maior e é ligeiramente mais alto que Rash. Ele é sempre visto usando luvas pretas (o arcade Battletoads revelou que suas luvas contêm hardware de comunicação de vídeo), joelheiras pretas com pontas e um cinto preto com a insígnia dos 'Toads na fivela. De acordo com seu perfil no arcade Battletoads, ele tem uma altura de 2,03m. A pele de Zitz mudou de aparência várias vezes ao longo da série. Ele começou com um tom médio de verde, assim como os outros dois 'Toads, e aparece dessa forma na arte da caixa original. No primeiro jogo, sua pele estava bronzeada para diferenciá-lo do Jogador 1 (Rash). Sua pele foi posteriormente alterada para um verde mais claro com marcas em amarelo (ele parecia ser um verde oliva em Battletoads in Battlemaniacs), antes de finalmente ser apresentado com uma cor verde-azulada legal para sua pele em Battletoads/Double Dragon e Battletoads Arcade. No reboot de 2020, Zitz atua como o líder e o cérebro da equipe, embora isso faça com que ele sofra de um complexo de superioridade como resultado.
Zitz apareceu em todos os jogos Battletoads, embora nem sempre como um personagem jogável. Ele era o personagem do jogador dois no Battletoads original e enfrentou sozinho o exército da Dark Queen no Battletoads para o Game Boy. Devido a uma emboscada surpresa, ele ficou inconsciente e feito prisioneiro pouco antes do início de Battletoads in Battlemaniacs e, portanto, não era jogável naquele jogo. Ele voltou à ação em Battletoads/Double Dragon e Battletoads Arcade e é imediatamente selecionável em ambos os jogos.

### Em outras mídias
Uma série cartoon de Battletoads foi lançada para as redes de televisão, mas apenas um episódio piloto foi produzido, escrito por David Wise. No piloto, o trio é formado por adolescentes do ensino médio que são entusiastas de videogames e se autodenominam "os maiores perdedores do universo". De repente, o Professor T. Bird e a Princesa Angelica do Planeta Cagellian emergem do jogo de arcade star Wars. Angelica pede que eles se tornem "os guerreiros mais lendários do universo" e se juntem a ela, e o Professor T. Bird então usa sua "essência de sapo" para transformar "os três nerds" em Battletoads contra a chegada da Dark Queen e suas forças. No final da luta, Angelica dá a eles seus nomes de Battletoads. Uma prévia em quadrinhos do piloto de Francis Mao foi publicada na revista GamePro.
Todos os três Battletoads também aparecem em algumas histórias em quadrinhos publicadas na Nintendo Power. Eles fazem uma aparição especial nas versões para Xbox One e PC do jogo de plataforma Shovel Knight de 2014.
Os Battletoads aparecem em Ready Player One. Eles estão entre os avatares que participam da Batalha do Castelo Anorak.
Rash sozinho aparece como personagem convidado no jogo de luta de 2016, Killer Instinct: Season Three. Ele tem a habilidade de usar várias de suas habilidades dos jogos Battletoads, incluindo sua corrida, golpes de esmagamento e uma speeder bike. Ele foi disponibilizado em Killer Instinct para todos os proprietários do Rare Replay por um período de teste limitado antes do lançamento público oficial da Terceira Temporada.

## Recepção
Os três ultrapassaram os limites do bom gosto, destruindo inimigos de forma extremamente exagerada por meio de punhos e pés ultra-alargados e chifres de carneiro que brotam magicamente, indo a lugares onde as Tartarugas simplesmente não conseguiam nos jogos. E embora sua aparição de estreia no NES tenha sido uma bagunça, as joelheiras com pontas inegavelmente badass dos Battletoads, músicas de rock e disposição para não dar a mínima, os levaram a um lugar bem merecido em nossa lista [dos 100 melhores heróis dos jogos eletrônicos].

Staff do GamesRadar em 2012
Os Battletoads foram bem recebidos, alcançando um status de ícone durante o início dos anos 1990. De acordo com o artigo "Toads V Turtles" da Computer and Video Games em 1991, "Não há dúvida - os Toads se mudaram para o território das Tartarugas em grande escala e parecem certos em dar aos nossos heróis mastigadores de pizza uma corrida séria por seu dinheiro." Naquele mesmo ano, a Raze declarou: "Nos Estados Unidos, os Battletoads são para a Nintendo o que Christian Slater é para o cinema. Esses zagueiros verdes são as criaturas mais legais, radicais e descontraídas que já apareceram nas ruas. Simplificando, esses caras fazem as Tartarugas parecerem logo de lagoa." Pimple foi incluído na lista do GamesRadar de 2015 dos "mascotes mais radicais de jogos dos anos 90" como uma das "estrelas mais brilhantes" da época.
Retrospectivamente, os Battletoads foram apelidados de "cópias baratas das Teenage Mutant Ninja Turtles menos terríveis" pelo Topless Robot em 2008. Em 2011, a Complex incluiu seu movimento de finalização com a bota na cara o quarto videogame mais maluco Fatality, acrescentando que "inventando a batida do meio-fio MUITO antes de Edward Norton em American History X, os Battletoads [...] podem ser imitações das Tartarugas Ninja, mas elas definitivamente chutaram mais traseiros." Nesse mesmo ano, Complex classificou-os em quinto lugar na lista de "mocinhos realmente feios", acrescentando que "até seus nomes são feios". Em 2012, os Battletoads colocados ocuparam o 81º lugar na lista da GamesRadar dos 100 "protagonistas mais memoráveis, influentes e durões dos jogos". De acordo com o Game Revolution, "eles serão lembrados tanto por seus fanboys amorosos, mas irracionais".
Em 2008, Joystiq afirmou que não se importaria em ver um dos Battletoads em um jogo Super Smash Bros. enquanto o GamesRadar os apresentava entre os "personagens de jogo que o tempo esqueceu", mas "mereciam mais". O Pocket Gamer incluiu o Battletoads entre os dez personagens de videogame portátil mais esquecidos em 2011, acrescentando que "esses caras poderiam ter sido superestrelas lendárias em filmes medíocres em CG de hoje. Em vez disso, eles foram enviados ao limbo." Em 2012, 411mania.com também os listou entre os personagens de videogame "que precisam de retorno". Os leitores do EventHubs votaram em Rash como um personagem que mais gostariam de ver como lutador convidado no novo jogo Killer Instinct em 2013.